# Корець Роман Миколайович
Рома́н Микола́йович Корець — старший лейтенант Збройних сил України.

## Життєпис
Єдиний син у батьків. Закінчив Рівненський інститут водного господарства. Працював з дружиною Оксаною у Любешівському районному відділі освіти, зводили будинок у Зарудчі. Задля продовження будівництва їздив на заробітки у Білорусь, останній раз — влітку 2014-го.
В часі війни мобілізований у серпні 2014-го — старший лейтенант, 703-й інженерний полк.
14 липня 2015-го вранці загинув під час виконання робіт по фортифікаційному обладнанню біля міста Золоте — потрапив з побратимами в пастку із повалених дерев.
Без Романа залишилися батьки, дружина, дві маленькі доньки — Ганя (2012 р. н.) й Майя (2009 р. н.).
Похований у селі Люб'язь з військовими почестями, відспівували п'ятнадцять священиків, в останню дорогу проводили усі сусідні села. У Любешівському районі 17 липня 2015 року оголошено день жалоби.

## Нагороди
За особисту мужність, сумлінне та бездоганне служіння Українському народові, зразкове виконання військового обов'язку відзначений — нагороджений
- 15 вересня 2015 року — орденом «За мужність» III ступеня (посмертно).